# KPD 0005+5106
KPD 0005+5106 – biały karzeł, jedna z najgorętszych znanych gwiazd i najgorętszy znany biały karzeł – temperatura jego powierzchni wynosi około 200 000 K.
Gwiazda została odkryta w 1985 i już wówczas zwróciła na siebie uwagę astronomów ze względu na nietypowe widmo sugerujące, że jest to niezwykle gorący obiekt i należy do rzadkiej klasy białych karłów, których atmosfera składa się w znaczniej mierze z helu. Pierwsze pomiary z teleskopów naziemnych wraz z pomiarami ultrafioletowymi z teleskopu Hubble’a sugerowały, że temperatura KPD 0005+5106 wynosi ok. 120 000 K.
W latach 1999–2007 w ramach programu FUSE dokonano dalszych pomiarów obiektu i analiza tych danych wykazała, że prawdziwa temperatura białego karła wynosi 200 000 K. Istnienie tak gorących białych karłów było już wcześniej teoretycznie przewidziane, ale skład chemiczny atmosfery tej gwiazdy (znaczna ilość helu i wapnia) jest zaskakujący i stanowi ważne wyzwanie dla obowiązującej teorii ewolucji gwiazd.